# Trinity Cross
Das Trinity Cross (T.C.; deutsch Dreifaltigkeitskreuz) war von 1969 bis 2007 der höchste Orden von Trinidad und Tobago, gestiftet von Queen Elisabeth im Auftrag des Parlaments des Landes. Es wurde für bedeutende und herausragende Leistungen für Trinidad und Tobago sowie für Tapferkeit angesichts des Feindes oder tapferes Verhalten vergeben.  Sowohl Staatsbürger von Trinidad und Tobago wie auch Ausländer konnten die Auszeichnung erhalten, höchstens fünf Personen im Jahr. Der Präsident des Landes erhielt den Orden von Amts wegen.  2008 wurde das T.C. vom  Order of the Republic of Trinidad and Tobago (O.R.T.T.)  abgelöst.

## Geschichte
Fünf Jahre nachdem Trinidad und Tobago 1962 von Großbritannien unabhängig geworden war, ließ Elisabeth II. auf Anraten des Kabinetts des Landes in dem jungen Staat den Order of the Trinity einrichten; die Queen war bis 1976 noch offizielles Staatsoberhaupt, und das Land gehört dem Commonwealth an. Unter den ersten Ordensträgern waren Sir Hugh Wooding und Ellis Clarke, die sich um die Unabhängigkeit verdient gemacht hatten. Bis 2008 wurde der Orden 62 Mal vergeben, unter anderen an den Nobel-Preisträger V. S. Naipaul und den Cricketspieler und Politiker Learie Constantine, Baron Constantine.
Die Verleihung des Trinity Cross war über Jahrzehnte von Kontroversen begleitet. So wurde 1972 der Präsident des Senats, Wahid Ali, mit dem Trinity Cross ausgezeichnet; er lehnte den Orden zunächst ab, weil dieser ein christliches Symbol sei. Erst die Zusicherung von Premierminister Eric Williams, dass der Orden künftig einen anderen Namen erhalten solle, brachte Ali dazu, den Orden anzunehmen; Williams löste jedoch sein Versprechen nicht ein. 1995 weigerte sich Pundit Krishna Mahara, geistiges Oberhaupt einer Hindu-Gemeinschaft, das Trinity Cross von Premierminister Patrick Manning für seine sozialen Verdienste anzunehmen; es sei kein wirkliches nationales Ehrenzeichen, da es nicht die verschiedenen religiösen Strömungen in Trinidad und Tobago symbolisiere. 1997 ernannte das Kabinett einen Ausschuss in Sachen Trinity Cross unter Vorsitz des Obersten Richters Michael de la Bastide, der die Empfehlung aussprach, eine öffentliche Diskussion zu diesem Thema anzuregen und dass überlegt werden solle, den höchsten Orden der multi-religiösen Gesellschaft in The Order of Trinidad & Tobago umzubenennen.
Im Juni 2005 wurde vor dem Obersten Gerichtshof des Landes die Beschwerde von Sprechern der Hindu-Gemeinde sowie einer islamischen Gemeinschaft verhandelt; Hindus und Muslime stellen rund ein Drittel der Bevölkerung von Trinidad und Tobago. Die Beschwerdeführer führten an, dass das Fortbestehen des Trinity Cross gegen Grundsätze der Verfassung verstoße. Sowohl die Worte Trinity wie Cross hätten eine christliche Bedeutung wie auch die Form des Ordens.
Ihre Anwälte vertraten die Auffassung, dass der Staat am Trinity Cross festhalte, obwohl er sehr wohl wisse, dass Nicht-Christen nicht mit einem christlichen Symbol ausgezeichnet werden wollten oder könnten. Das Resultat sei eine Diskriminierung all jener Nicht-Christen, die sich um das Land verdient gemacht haben. Der Richter, ein presbyterianischer Pastor, entschied im Mai 2006, das Trinity Cross – der höchste Orden des Landes – sei ein rein christliches Symbol und bedeute deshalb eine Diskriminierung in einer multi-religiösen Gesellschaft.   Allerdings, so der Richter, könne das Gericht in dieser Angelegenheit nicht entscheiden, sondern nur das Parlament, da die Vergabe des Ordens gesetzlich geregelt sei. Das Privy Council der Queen unterstützte die Ansicht des Richters.
Nur wenige Tage danach, am 2. Juni 2006, erklärte Premierminister Manning im Parlament, das Trinity Cross sei „Geschichte“, und künftige Auszeichnungen würden auf der Basis neuer und annehmbarer Vereinbarungen erfolgen. 2008 wurde der neue Order of the Republic of Trinidad and Tobago erstmals vergeben. Einer der ersten Ausgezeichneten (postum) war Pundit Krishna Mahara, der 1995 das Trinity Cross abgelehnt hatte. Der neue Orden ist eine runde Plakette mit der Abbildung karibischer Natur.